# Kennard (Nebraska)
Kennard est un village du comté de Washington, au Nebraska, États-Unis. La population se monte à 361 habitants au recensement de 2010.

## Histoire
Kennard a été fondé en 1869 lorsque le Sioux City & Pacific Railroad est parvenu à cet endroit. Le village tient son nom de Thomas P. Kennard, premier secrétaire d'état du Nebraska.
Le village a été reconnu en 1895.

## Géographie
Kennard se trouve à : 41° 28′ 27″ N, 96° 12′ 13″ O (41.474254, -96.203706).
D'après le Bureau du recensement des États-Unis, le village s'étend sur une superficie totale de 0,78 kilomètre carré (0,3 mi2).

## Démographie

### Recensement de 2010
Au recensement de 2010, 361 personnes, 150 ménages, et 95 familles vivent dans le village. La densité de population est de 464,6 hab/km2. Il s'y trouve 158 unités de logements pour une densité moyenne de 203,4 hab/km2.
La composition raciale du village est de 97,8% de blancs, 0,3% de natifs américains, 0,3% d'asiatiques, 1,4% d'autres races et 0,3% de deux races ou plus. Les hispaniques ou latino de toute race représentent 1,7% de la population.
S'y trouvent 150 ménages dont 31,3% ont des enfants de moins de 18 ans vivant avec eux, 53,3% vivent ensemble en couples mariés, 6,0% ont une femme au foyer sans mari, 4,0% ont un homme chef de famille sans épouse, et 36,7% ne sont pas des familles. 28,7% de tous les ménages sont composés de particuliers et 11,4% ont une personne vivant seule âgée de 65 ans ou plus. La taille moyenne des ménages est de 2,41 et la taille moyenne de la famille est de 3,02 personnes.
L'âge médian dans le village est de 38,7 ans. 25,2% des résidents ont moins de 18 ans; 3,9% ont entre 18 et 24 ans; 29,9% ont entre 25 et 44 ans; 26% ont entre 45 et 64 ans; et 15% ont 65 ans ou plus. La composition par sexe du village est de 51,8% d'hommes et 48,2% de femmes.

## Personnalités locales
- Floyd Zaiger (1924-2020) est né dans le village.